# Duque de Ávila e Bolama
Duque de Ávila e Bolama é um título nobiliárquico criado por D. Luís I de Portugal, por Decreto de 14 de Maio de 1878, em favor de António José de Ávila, antes 1.º Conde de Ávila e 1.° Marquês de Ávila.
Titulares
1. António José de Ávila, 1.º Conde e 1.º Marquês de Ávila e 1.° Duque de Ávila e Bolama.